# Dia Mundial de la Filosofia
El Dia Mundial de la Filosofia és un dia internacional proclamat per la UNESCO que se celebra cada tercer dijous de novembre. Es va celebrar per primera vegada el 21 de novembre de 2002.
Celebrant el Dia Mundial de la Filosofia cada any, la UNESCO subratlla el valor durador de la filosofia per al desenvolupament del pensament humà per a cada cultura i per a cada individu, pel que fa al sentit a la vida i a l'acció en el context internacional.
El 2005, la Conferència General de la UNESCO va destacar la importància d'aquesta disciplina, especialment per al jovent, i va destacar que «la filosofia és una disciplina que fomenta el pensament crític i independent, i és capaç de treballar per a una millor comprensió del món, promoure la tolerància social i la pau», amb el convenciment que «la institucionalització del Dia Mundial de la Filosofia faria guanyar reconeixement i donaria un important impuls a la filosofia i, en particular, a l'ensenyament de la filosofia al món».